# ویروننیمی

موقعیت در هلسینکی

ویرونْنیِمی (سوئدی: Estnäs، به معنای واقعی کلمه "دماغه استونی " یا "شبه جزیره استونی") ناحیه ای از هلسینکی، فنلاند است که بخش اصلی مرکز شهر را تشکیل می‌دهد، بنابراین مکان مرکزی تصمیم‌گیری‌های دولتی و مالی فنلاند و مکان مهم‌ترین کلیساهای هلسینکی در ویرونیمی است. بناهایی مانند محل کاخ ریاست جمهوری، کاخ شورای دولتی فنلاند، میدان سنا، کلیسای جامع هلسینکی، کلیسای کلیسای جامع اوسپنسکی و دفتر اصلی بانک فنلاند در این منطقه هستند.
سایر مکان‌های مهم در منطقه عبارتند از ساختمان اصلی دانشگاه هلسینکی، تالار شهر هلسینکی، ایستگاه راه‌آهن مرکزی هلسینکی و اداره پست اصلی هلسینکی. بسیاری از بانک‌ها و شرکت‌ها دفتر مرکزی خود را در ویرونْنیِمی دارند. فروشگاه‌های بزرگ و دفتر اصلی هلسینگین سانمات، بزرگترین روزنامه فنلاند، نیز در آنجا است. بخشی از هسته حیات فرهنگی فنلاند نیز در اینجا یافت می‌شود: کتابخانه ملی فنلاند، تئاتر ملی فنلاند، آتنیوم، کیاسما و مرکز موسیقی هلسینکی.

## پیشینه
تاریخ تولد مرکز هلسینکی امروز، به سال ۱۶۴۰ برمی گردد. در آن زمان، مرکز شهر از محل گسترش در دهانه رودخانه وانتا (محل ناحیه فعلی وانهاکاوپونکی) به ویرونْنیِمی  منتقل شد.
ناحیه اصلی ویرونیمی به سه ناحیه جداگانه تقسیم می‌شود: کرونون‌هاکا، کلووی و کاتایانوککا.
مناطق همجوار شامل: کارتینکااوپونکی در ناحیه اصلی، اولانلینا در جنوب، کامپی و تولوی پائین در ناحیه اصلی کامپینمالمی در غرب، سیلتاساری در سراسر پل پیتْکه‌سیلکا در ناحیه اصلی کاللیو در شمال، وسرنینن در شرق منطقه فوق‌الذکر است.
ویروننیمی دارای ۳۵۰۴۰ دفتر اداری و همچنین ۱۱۲۴۲ خانه است. بیش از ۸۰٪ از آپارتمان‌های منطقه قبل از سال ۱۹۶۰ ساخته شده‌اند.
سطح تحصیلات ساکنان این ناحیه بالاترین سطح از تمام زیر مجموعه‌های هلسینکی است - ۳۶٫۴ درصد از ساکنان دارای مدرک دانشگاهی هستند. ۱۰٫۶ درصد از ساکنان منطقه بومی سوئدی زبان هستند، که به وضوح بالاتر از میانگین شهر است. نرخ بیکاری بسیار پایین و سطح درآمد بالاتر از حد متوسط است.